# RTL Deutschland

Alternativvariante des Logos

Logo der Mediengruppe RTL Deutschland bis 13. September 2021

RTL Deutschland (bis zum 13. September 2021: Mediengruppe RTL Deutschland) ist ein deutsches Medienunternehmen mit Hauptsitz in Köln sowie einem Zweitsitz in Hamburg (durch die Fusion mit Gruner + Jahr) und einem Hauptstadtstudio in Berlin. Es wurde 2007 als Dachgesellschaft für die deutschen Firmen und Sender der RTL Group gegründet. Zu den Hauptaktivitäten des Unternehmens zählen der Betrieb von 15 Fernsehsendern, der Vertrieb von mehreren digitalen Angeboten, die Produktion von Film- und Fernsehinhalten sowie die Vermarktung dieser Dienstleistungen und Produkten.
Der Hauptsitz von RTL Deutschland befindet sich seit 2010 auf dem Gelände der Rheinpark-Metropole in Köln-Deutz, das Verlagsgebäude von Gruner + Jahr in Hamburg-Neustadt war von 2022 bis Ende 2024 der Zweitsitz von RTL Deutschland. Zum Jahresbeginn 2025 hat RTL den Umzug an den neuen Standort in der Koreastraße 7 (Hamburg-HafenCity) abgeschlossen und das Gebäude am Baumwall vollständig verlassen. Das aktuelle Hauptstadtstudio des Unternehmens befindet sich seit 2015 im neu errichteten Palais Behrens im Berliner Regierungsviertel.

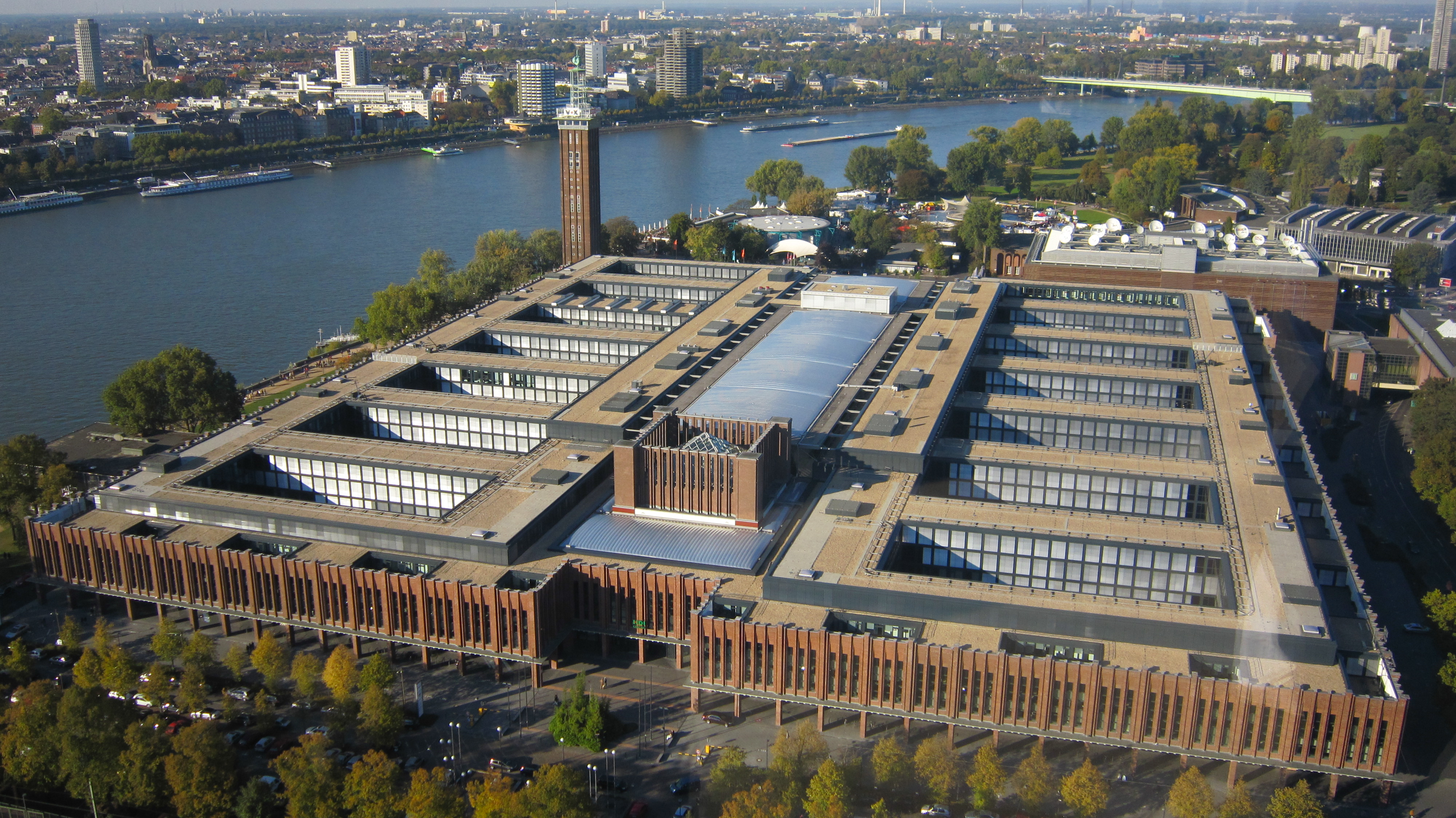
Die Rheinhallen in Köln-Deutz – der aktuelle Standort von RTL

Im September 2021 wurde im Zuge eines Re-Brandings die „Mediengruppe RTL Deutschland“ in „RTL Deutschland“ umfirmiert. In diesem Zusammenhang erhielten dann sowohl das Unternehmen, als auch der Sender RTL neue Logos und ein neues Design.

## Geschichte
Im Jahr 2000 gaben Bertelsmann und Pearson bekannt, ihre Fernseh- und Radiosender sowie Produktionsfirmen zusammenzuführen. Daraus entstand die RTL Group mit Sitz in Luxemburg als führendes europäisches Medienunternehmen. Von der Zusammenführung waren auch die Aktivitäten von RTL in Deutschland betroffen. Bertelsmann hatte seine Anteile am Fernsehsender in den 1990er-Jahren schrittweise aufgestockt.
2007 wurden alle Programm- und Inhaltegeschäfte in Deutschland unter dem Dach der Mediengruppe RTL Deutschland gebündelt. Die neue Gesellschaft sorgte für einen einheitlichen Außenauftritt und bündelte insbesondere die digitalen Kompetenzen. 2010 bezogen RTL, VOX, n-tv und weitere Programme ein gemeinsames Sendezentrum in Köln-Deutz, um nicht nur organisatorisch, sondern durch die räumliche Nähe Synergieeffekte zu erzielen.
Ein Beispiel für die erfolgreiche Kooperation von Unternehmen von RTL Deutschland ist das Streamingportal RTL+. An den zunächst von RTL gestarteten Dienst wurden sukzessive weitere Sender angeschlossen. Bei Bertelsmann etablierte RTL Deutschland weitere Partnerschaften mit anderen Geschäftsbereichen, etwa für die Vermarktung (Ad Alliance) und Inhalteproduktion (Content Alliance). Am 31. Dezember 2022 verzeichnete das Streamingportal knapp über 4 Mio. Abonnenten.
2021 wurde bekannt, dass Gruner + Jahr und RTL Deutschland künftig noch stärker kooperieren wollen.
Am 6. August 2021 gab RTL Deutschland den Kauf von Gruner + Jahr für 230 Millionen Euro (Kaufpreis ohne Schulden) bekannt. Ziel war es, das Unternehmen Gruner + Jahr bis Jahresende 2021 mit RTL Deutschland zu fusionieren. Übrig blieb vom Unternehmen Gruner + Jahr lediglich die Marke „G+J“. Die Mitarbeiter am Standort Hamburg sollen auch zukünftig von dort für das fusionierte Unternehmen arbeiten. Die Unternehmensbeteiligungen von Gruner + Jahr am Spiegel-Verlag, an der DDV Mediengruppe, an Territory sowie der AppLike Group wandern hingegen unter das Dach von Bertelsmann. Die Fusion wurde zum 1. Januar 2022 abgeschlossen.
Am 16. Februar 2022 hat RTL Deutschland eine Kooperation mit dem US-amerikanischen Medienunternehmen Warner Bros. Discovery zum 1. Quartal 2022 angekündigt. In diesem Kontext sollen Serien und Filme von Warner sowie Originale vom Streaming-Anbieter HBO Max – der in Deutschland nicht angeboten wird – teils exklusiv in RTL+ integriert werden und Erstausstrahlungen ausgewählter Inhalte exklusiv bei RTL Television ausgestrahlt werden.
Am 1. August 2022 gaben RTL Deutschland und Konkurrent Seven.One Entertainment Group eine Erweiterung des Joint-Venture ihrer Werbevermarkter mit dem Ziel bekannt, existierende Technologien für Addressable TV auf Basis offener Standards wie HbbTV im europäischen Markt zu etablieren.

## Unternehmensstruktur
RTL Deutschland GmbH firmiert als eine Gesellschaft mit beschränkter Haftung nach deutschem Recht. Ihr Unternehmensgegenstand erstreckt sich im Wesentlichen auf die Wahrnehmung übergreifender Interessen der Einzelunternehmen sowie alle damit zusammenhängenden Aktivitäten.
Das Stammkapital von RTL Deutschland entfällt zu 100 % auf die UFA Film und Fernseh GmbH, die sich vollständig im Besitz der RTL Group Deutschland GmbH befindet. Die RTL Group ist börsennotiert und gehört zu über 75 % zu Bertelsmann. Der Gütersloher Konzern konsolidiert damit auch RTL Deutschland in seiner Bilanz.

## Geschäftsbereiche

Logo von RTL+

RTL Deutschland versteht sich als Bewegtbildanbieter, der Inhalte unabhängig von bestimmten Plattformen konzipiert, produziert und ausspielt. Ein Schwerpunkt liegt traditionell auf dem klassischen Fernsehen. Zugleich wurden eigene und von Dritten betriebene Online-Plattformen immer wichtiger und ausgebaut. Zum Unternehmen gehören unter anderem die Free-TV-Sender RTL Television und VOX (Unterhaltung) sowie ntv (Nachrichten). Dazu kommen Pay-TV-Sender wie RTL Crime, RTL Living, RTL Passion und Geo Television. Unter dem Namen RTL+ bietet das Unternehmen einen führenden Streamingdienst an. Im Mai 2024 sind acht FAST-Sender an den Start gegangen.
Im März 2023 gab RTL Deutschland die Gründung des neuen Geschäftsbereiches RTL Ventures, einem Venture Fund für Cash und Media Investments, bekannt.
| Fernsehsender              | Fernsehsender | Sendestart        | Programmtyp                  | Sitz     |
| Name                       | Logo          | Sendestart        | Programmtyp                  | Sitz     |
| -------------------------- | ------------- | ----------------- | ---------------------------- | -------- |
| RTL Television             |               | 2. Januar 1984    | Vollprogramm                 | Köln     |
| VOX                        |               | 25. Januar 1993   | Vollprogramm                 | Köln     |
| ntv                        |               | 30. November 1992 | Nachrichtenfernsehen         | Köln     |
| Super RTL                  |               | 28. April 1995    | Spartenprogramm              | Köln     |
| RTL Zwei                   |               | 6. März 1993      | Vollprogramm                 | Grünwald |
| Nitro                      |               | 1. April 2012     | Spartenprogramm              | Köln     |
| RTLup                      |               | 4. Juni 2016      | Spartenprogramm              | Köln     |
| Toggo plus                 |               | 4. Juni 2016      | Timeshift-Fenster von Toggo  | Köln     |
| VOXup                      |               | 1. Dezember 2019  | Spartenprogramm              | Köln     |
| Pay-TV-Sender              |               |                   |                              |          |
| RTL Crime                  |               | 27. November 2006 | Pay-TV                       | Köln     |
| RTL Passion                |               | 27. November 2006 | Pay-TV                       | Köln     |
| RTL Living                 |               | 27. November 2006 | Pay-TV                       | Köln     |
| Geo Television             |               | 8. Mai 2014       | Reportagen & Dokumentationen | Köln     |
| Online-Sender (via RTL+)   |               |                   |                              |          |
| NOW!                       |               | 21. März 2018     | Pay-TV                       | Köln     |
| FAST-Sender (via RTL+)     |               |                   |                              |          |
| Alarm für Cobra 11 / Balko |               | 15. Mai 2024      | FAST-Sender                  | Köln     |
| Alles was zählt Classics   |               | 15. Mai 2024      | FAST-Sender                  | Köln     |
| Bauer sucht Frau           |               | 15. Mai 2024      | FAST-Sender                  | Köln     |
| Hundkatzemaus              |               | 15. Mai 2024      | FAST-Sender                  | Köln     |
| RTL Comedy                 |               | 15. Mai 2024      | FAST-Sender                  | Köln     |
| RTL Haus & Garten          |               | 15. Mai 2024      | FAST-Sender                  | Köln     |
| RTL Shine                  |               | 15. Mai 2024      | FAST-Sender                  | Köln     |
| Shopping Queen             |               | 15. Mai 2024      | FAST-Sender                  | Köln     |

Die Angebote von RTL Deutschland werden von der Ad Alliance vermarktet, die über 99 % der deutschen Bevölkerung erreicht. Das Unternehmen arbeitet mit anderen Bertelsmann-Gesellschaften und weiteren Partnern zusammen. Zudem ist RTL Deutschland Teil der Content Alliance des Bertelsmann-Konzerns.
Im Unterhaltungsbereich sind es vor allem die Sender RTL und VOX. Sie erreichen kontinuierlich hohe Marktanteile in allen Zielgruppen. Der überwiegende Teil des Programms besteht aus selbst entwickelten Formaten und eigenen Produktionen, die durch internationale Serien und Shows ergänzt werden.
Nachrichten und Dokumentationen bilden ein weiteres Standbein von RTL Deutschland. Hier ist insbesondere der Nachrichtensender ntv zu nennen. Für die gesamte Mediengruppe arbeiten über 700 Mitarbeiter in journalistischen Funktionen an elf deutschen und 15 internationalen Standorten.
RTL Deutschland erwirtschaftet einen Großteil ihrer Erlöse aus Werbung. Dazu kommen Einnahmen aus Lizenzen für Inhalte, die im Auftrag Dritter konzipiert und produziert wurden. Einen weiteren Anteil machen Abonnements für Angebote wie RTL+ aus.

## Gemeinnütziges Engagement
RTL Deutschland engagiert sich für sozial benachteiligte Kinder und Jugendliche in Deutschland und anderen Staaten. Hierfür wurde 1997 die „Stiftung RTL – Wir helfen Kindern e. V.“ ins Leben gerufen, die seitdem jedes Jahr im November den „RTL-Spendenmarathon“ senderübergreifend veranstaltet. Vorsitzender des gemeinnützigen Vereins ist Bernd Reichart. Gesamtleiter der RTL-Charity-Sparte ist Wolfram Kons.
Mit Übernahme von Gruner + Jahr gehört auch die Stiftung des Stern zum gemeinnützigen Portfolio von RTL Deutschland.